# Arcieparchia di Petra e Filadelfia dei Melchiti
L'arcieparchia di Petra e Filadelfia (in latino: Archieparchia Petrensis et Philadelphiensis) è una sede della Chiesa cattolica greco-melchita in Giordania immediatamente soggetta al patriarcato di Antiochia dei Melchiti. Nel 2021 contava 26.000 battezzati. È retta dall'arcieparca Joseph Gébara.

## Territorio
L'arcieparchia estende la sua giurisdizione su tutti i fedeli della Chiesa cattolica greco-melchita della Giordania.
Sede arcieparchiale è la città di Amman, dove si trova la cattedrale di San Giorgio.
Il territorio è suddiviso in 30 parrocchie.

## Storia
L'arcieparchia di Transgiordania è stata eretta il 2 maggio 1932 con la bolla Apostolica Sedes di papa Pio XI.
Il territorio settentrionale dell'arcieparchia faceva parte da sempre dell'arcieparchia di Bosra, mentre il resto del territorio faceva parte anticamente della metropolia di Petra. In questo territorio all'inizio del XX secolo furono istituite delle missioni sia da parte del patriarca latino di Gerusalemme che del vescovo melchita di San Giovanni d'Acri e del vicario patriarcale di Gerusalemme.
La fondazione dell'arcieparchia è stata occasione di un confronto fra il patriarca melchita e la Santa Sede. Il patriarca pensava che l'erezione della circoscrizione ecclesiastica dipendesse da lui, in quanto la nuova sede faceva parte integrante del suo patriarcato. Roma invece partiva dal principio che la maggior parte del territorio della nuova eparchia dipendeva dal patriarcato di Gerusalemme, di cui il patriarca di Antiochia era solo amministratore, e che le condizioni di questa amministrazione non erano mai state determinate o chiarite.
Nella suddetta bolla l'arcieparchia assunse il nome di Transgiordania, terminologia estranea alla storia e alla tradizione non solo della Chiesa melchita, ma di tutto l'Oriente cristiano. Inoltre la medesima bolla aggiunge che «Transjordaniam regionem in veram ac propriam archidioecesim erigimus et constituimus», senza specificare ulteriormente se con archidioecesis intendesse una sede autocefala o una metropolia, realtà ben distinte nel diritto canonico orientale.
Il patriarca Kyrillos IX Moghabghab consacrò al Cairo il 5 giugno 1932 il primo arcieparca Paolo Salman, affidandogli il titolo di metropolita di Petra, Filadelfia e Transgiordania. Questi titoli accorpano due antiche sedi, Petra di Palestina e Filadelfia di Arabia: la prima è una sede metropolitana e la seconda una semplice diocesi suffraganea; la prima fa parte del patriarcato di Gerusalemme, la seconda di quello di Antiochia. Secondo Korolevsky (Dict. Hist. et Géogr. eccl.), queste imprecisioni sono segno «dell'assenza completa di conoscenza in materia di geografia ecclesiastica antica e tradizionale».

## Cronotassi dei vescovi
- Paolo Salman † (2 maggio 1932 - 1º luglio 1948 deceduto)
- Mikhayl Assaf † (19 settembre 1948 - 10 agosto 1970 deceduto)
- Saba Youakim, B.S. † (15 ottobre 1970 - 24 agosto 1992 ritirato)
- Georges El-Murr, B.C. † (26 agosto 1992 - 18 giugno 2007 ritirato)
- Yasser Ayyash (21 giugno 2007 - 14 aprile 2015 dimesso)[1]
  - Sede vacante (2015-2018)[2]
- Joseph Gébara, dal 20 febbraio 2018

## Statistiche
L'arcieparchia nel 2021 contava 26.000 battezzati.
| anno | popolazione | popolazione | popolazione | presbiteri | presbiteri | presbiteri | presbiteri                | diaconi | religiosi | religiosi | parrocchie |
| anno | battezzati  | totale      | %           | numero     | secolari   | regolari   | battezzati per presbitero | diaconi | uomini    | donne     | parrocchie |
| ---- | ----------- | ----------- | ----------- | ---------- | ---------- | ---------- | ------------------------- | ------- | --------- | --------- | ---------- |
| 1950 | 10.500      | 400.000     | 2,6         | 17         | 14         | 3          | 617                       |         |           | 14        | 28         |
| 1969 | 45.000      | 1.350.000   | 3,3         | 26         | 20         | 6          | 1.730                     |         | 6         | 30        | 23         |
| 1980 | 18.000      | ?           | ?           | 22         | 17         | 5          | 818                       |         | 5         | 42        | 32         |
| 1990 | 17.262      | ?           | ?           | 20         | 16         | 4          | 863                       |         | 4         | 30        | 34         |
| 1999 | 31.300      | ?           | ?           | 28         | 23         | 5          | 1.117                     |         | 5         | 15        | 28         |
| 2007 | 27.000      | ?           | ?           | 29         | 24         | 5          | 931                       |         | 8         | 24        | 28         |
| 2013 | 28.200      | ?           | ?           | 25         | 25         |            | 1.128                     | 1       | 1         | 23        | 31         |
| 2016 | 30.000      | ?           | ?           | 21         | 21         |            | 1.428                     |         |           | 14        | 30         |
| 2019 | 24.000      | ?           | ?           | 22         | 22         |            | 1.090                     |         | 2         | 14        | 30         |
| 2021 | 26.000      | ?           | ?           | 22         | 22         |            | 1.181                     | 2       | 1         | 14        | 30         |